# Формула-1 — Чемпіонат 2015

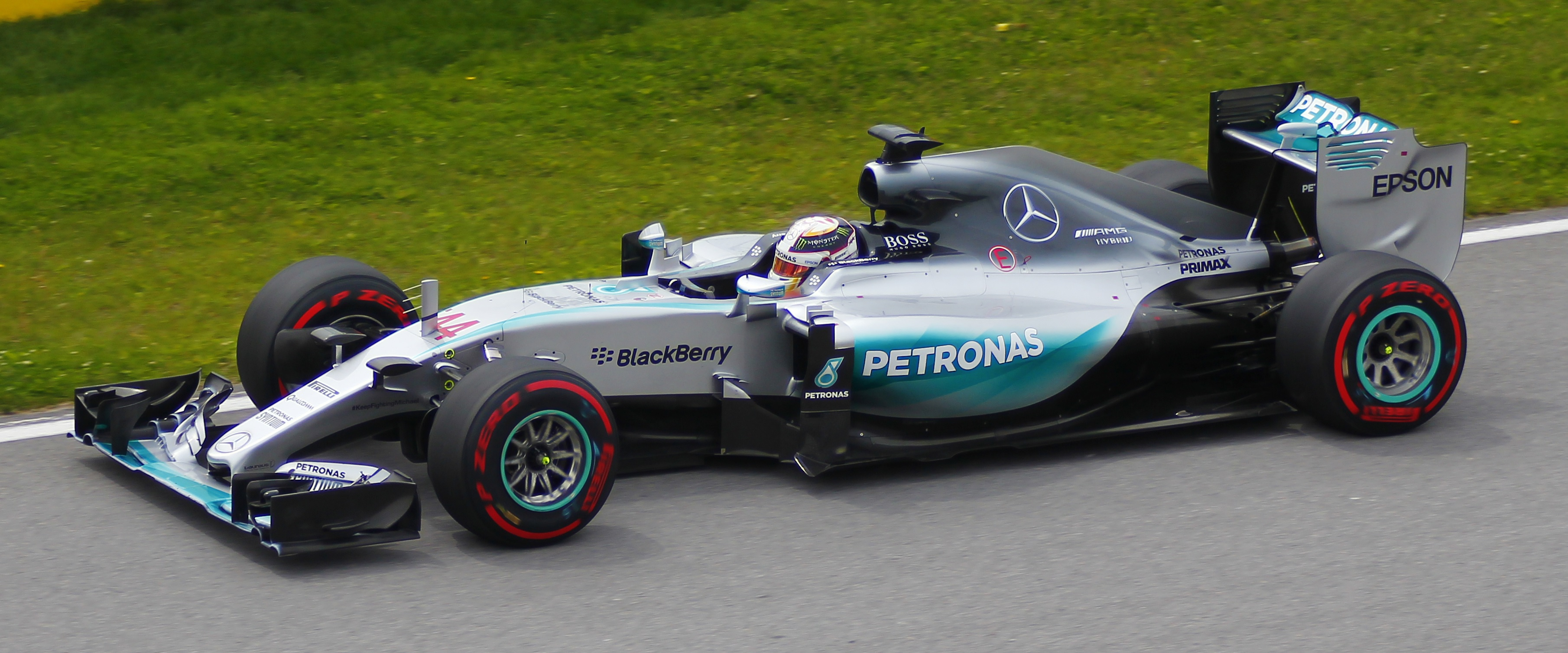
Mercedes виграв свій другий поспіль чемпіонат світу з Конструкторів.

Формула-1 2015 року — 66-й сезон Чемпіонату світу з автоперегонів у класі Формула-1, який проводився під егідою FIA. Складався з 19 етапів. Розпочався 15 березня в Австралії та закінчився 29 листопада в Абу-Дабі.

## Команди та пілоти
Наступні команди та пілоти підписали контракти на участь у чемпіонаті 2015 року:
| Команда                       | Конструктор          | Шасі          | Двигун                 | Шини | №  | Пілот                 |
| ----------------------------- | -------------------- | ------------- | ---------------------- | ---- | -- | --------------------- |
| Scuderia Ferrari              | Ferrari              | SF15-T        | Ferrari 059/4          | P    | 5  | Себастьян Феттель     |
| Scuderia Ferrari              | Ferrari              | SF15-T        | Ferrari 059/4          | P    | 7  | Кімі Ряйкконен        |
| Sahara Force India F1 Team    | Force India-Mercedes | VJM08 VJM08B  | Mercedes PU106B Hybrid | P    | 11 | Серхіо Перес          |
| Sahara Force India F1 Team    | Force India-Mercedes | VJM08 VJM08B  | Mercedes PU106B Hybrid | P    | 27 | Ніко Гюлькенберг      |
| Lotus F1 Team                 | Lotus-Mercedes       | E23 Hybrid    | Mercedes PU106B Hybrid | P    | 8  | Ромен Грожан          |
| Lotus F1 Team                 | Lotus-Mercedes       | E23 Hybrid    | Mercedes PU106B Hybrid | P    | 30 | Пастор Мальдонадо     |
| Manor Marussia F1 Team        | Marussia-Ferrari     | MR03B         | Ferrari 059/3          | P    | 28 | Уїлл Стівенс          |
| Manor Marussia F1 Team        | Marussia-Ferrari     | MR03B         | Ferrari 059/3          | P    | 98 | Роберто Мері          |
| Manor Marussia F1 Team        | Marussia-Ferrari     | MR03B         | Ferrari 059/3          | P    | 53 | Александер Россі      |
| McLaren Honda F1 Team         | McLaren-Honda        | MP4-30        | Honda RA615H           | P    | 14 | Фернандо Алонсо       |
| McLaren Honda F1 Team         | McLaren-Honda        | MP4-30        | Honda RA615H           | P    | 20 | Кевін Магнуссен       |
| McLaren Honda F1 Team         | McLaren-Honda        | MP4-30        | Honda RA615H           | P    | 22 | Дженсон Баттон        |
| Mercedes AMG Petronas F1 Team | Mercedes             | F1 W06 Hybrid | Mercedes PU106B Hybrid | P    | 6  | Ніко Росберг          |
| Mercedes AMG Petronas F1 Team | Mercedes             | F1 W06 Hybrid | Mercedes PU106B Hybrid | P    | 44 | Льюїс Гамільтон       |
| Infiniti Red Bull Racing      | Red Bull-Renault     | RB11          | Renault Energy F1-2015 | P    | 3  | Данієль Ріккардо      |
| Infiniti Red Bull Racing      | Red Bull-Renault     | RB11          | Renault Energy F1-2015 | P    | 26 | Даніїл Квят           |
| Sauber F1 Team                | Sauber-Ferrari       | C34           | Ferrari 059/4          | P    | 9  | Маркус Ерікссон       |
| Sauber F1 Team                | Sauber-Ferrari       | C34           | Ferrari 059/4          | P    | 12 | Феліпе Наср           |
| Scuderia Toro Rosso           | Toro Rosso-Renault   | STR10         | Renault Energy F1-2015 | P    | 33 | Макс Ферстаппен       |
| Scuderia Toro Rosso           | Toro Rosso-Renault   | STR10         | Renault Energy F1-2015 | P    | 55 | Карлос Сайнс молодший |
| Williams Martini Racing       | Williams-Mercedes    | FW37          | Mercedes PU106B Hybrid | P    | 19 | Феліпе Масса          |
| Williams Martini Racing       | Williams-Mercedes    | FW37          | Mercedes PU106B Hybrid | P    | 77 | Вальттері Боттас      |
| Джерела                       | ,                    | ,             | ,                      | ,    | ,  | ,                     |

### Зміни в командах
- McLaren і Lotus змінили постачальників двигунів на сезон 2015 року. 
  - McLaren закінчили своє 20-річне партнерство з Mercedes-Benz, на користь повернення до Honda, які раніше постачали їм двигуни у період з 1988 до 1992 рік[24]. Honda повернулась в спорт після семирічної відсутності[24].
  - Lotus закінчили свою співпрацю з Renault на користь угоди з Mercedes[25].
- Caterham покинула F1 і була продана з аукціону[26][27][28].

### Зміни серед пілотів
- Фернандо Алонсо замінив Кевіна Магнуссена на McLaren, повертаючись до команди після того, як він в останній раз виступав за них у 2007 році.[29][30] Після нещасного випадку під час передсезонних тестів, Алонсо пропустив відкриття сезону в Гран-прі Австралії, і Магнуссен повернувся як тимчасова заміна[31].
- Себастьян Феттель покинув Red Bull Racing в кінці сезону 2014 року після п'яти років з командою і дев'ять років з її програмою підтримки молодих пілотів, і приєднатися до Ferrari на місце Алонсо[32].
- Даніїл Квят переведений в Red Bull з Toro Rosso, щоб заповнити звільнене місце[33].
- В Toro Rosso змінились всі пілоти: Квят приєднався до Red Bull, а з Жан-Еріком Вернь команда вирішила не продовжувати контракт. Вернь став тест-пілотом Ferrari.[34] Вони були замінені Карлосом Сайнсом[35] і Максом Ферстаппеном. Ферстаппен став наймолодшим пілотом Формули 1, почавши сезон у віці 17 років, 164 днів[36].
- Естебан Гутьєррес і Адріан Сутіл були звільнені з Sauber, де вони були замінені на Феліпе Насера та колишнього водія Caterham Маркуса Ерікссона.[37][38] Гутьєррес приєднатися до Ferrari як тест-пілот, а Сутіль - до Williams[39][40].
- В Manor Marussia також нові водії. Вони найняли колишнього водія Caterham Уїлла Стівенса[41], а колишній тест-пілот Caterham, Роберто Мері, був підписаний на короткострокову угоду, поки він їздить у Формулі Рено 3.5[42]. Александер Россі замінив Роберто Мері з Гран-прі Сінгапуру. Мері повернувся в команду на Гран-прі Росії і Абу-Дабі[43].

## Календар сезону
У 2015 році проведено дев'ятнадцять Гран-прі.
| №  | Гран-прі                  | Траса                                     | Дата         |
| -- | ------------------------- | ----------------------------------------- | ------------ |
| 1  | Гран-прі Австралії        | Альберт-Парк, Мельбурн                    | 15 березня   |
| 2  | Гран-прі Малайзії         | Міжнародний автодром Сепанг, Куала-Лумпур | 29 березня   |
| 3  | Гран-прі Китаю            | Міжнародний автодром Шанхая, Шанхай       | 12 квітня    |
| 4  | Гран-прі Бахрейну         | Міжнародний автодром Бахрейну, Сахір      | 19 квітня    |
| 5  | Гран-прі Іспанії          | Каталунья, Барселона                      | 10 травня    |
| 6  | Гран-прі Монако           | Міська траса Монте-Карло, Монте-Карло     | 24 травня    |
| 7  | Гран-прі Канади           | Автодром імені Жиля Вільнева, Монреаль    | 7 червня     |
| 8  | Гран-прі Австрії          | Ред Бул Ринг, Шпільберг                   | 21 червня    |
| 9  | Гран-прі Великої Британії | Автодром Сільверстоун, Сільверстоун       | 5 липня      |
| 10 | Гран-прі Угорщини         | Хунгароринг, Будапешт                     | 26 липня     |
| 11 | Гран-прі Бельгії          | Спа-Франкоршам, Спа                       | 23 серпня    |
| 12 | Гран-прі Італії           | Автодром Монца, Монца                     | 6 вересня    |
| 13 | Гран-прі Сінгапуру        | Міський автодром Марина Бей, Сінгапур     | 20 вересня   |
| 14 | Гран-прі Японії           | Судзука, Судзука                          | 27 вересня   |
| 15 | Гран-прі Росії            | Автодром Сочі, Сочі                       | 11 жовтня    |
| 16 | Гран-прі США              | Траса Америк, Остін (Техас)               | 25 жовтня    |
| 17 | Гран-прі Мексики          | Автодром імені братів Родрігес, Мехіко    | 1 листопада  |
| 18 | Гран-прі Бразилії         | Автодром Жозе Карлуса Пачі, Сан-Паулу     | 15 листопада |
| 19 | Гран-прі Абу-Дабі         | Яс-Марина, Абу-Дабі                       | 29 листопада |

### Зміни в календарі[2]
- Гран-прі Мексики повернувся в календар Формули 1, вперше з 1992 року. Гонка проходить на Автодромі імені братів Родрігес, яка знаходиться в центрі Мехіко[45]. Траса була істотно змінена, щоб відповідати вимогам FIA[46].
- Гран-прі США, який мав проходити в Нью-Джерсі ще в 2013, знов відкладений[47][48].
- Гран-прі Індії відкладений другий рік поспіль через податкові спори між FIA та урядом штату Уттар-Прадеш[49].
- Гран-прі Німеччини мав проводитись на Нюрбургринзі, відповідно до угоди про почергове проведення Гран-прі Німеччини, укладеною між Нюрбургринг та Гоккенгаймринг у 2008 році[50]. Але у зв'язку з фінансовими труднощами організатори відмовились від проведення Гран-прі. Тому проведення перегонів було запропоновано трасі Хоккенхаймринг, який також відмовився.[51][52][53][54][55] В результаті Німеччина залишилась без Гран-прі вперше з 1960 року[44].
- Гран-прі Кореї повинен був повернутися в календар Формули-1 після виключення в 2014 році, проте в результаті гонка була скасована[56].

## Результати та положення в заліках

### Гран-прі
| №  | Гран-прі                  | Поул-позиція      | Швидке коло       | Переможець        | Конструктор | Звіт |
| -- | ------------------------- | ----------------- | ----------------- | ----------------- | ----------- | ---- |
| 1  | Гран-прі Австралії        | Льюїс Гамільтон   | Льюїс Гамільтон   | Льюїс Гамільтон   | Mercedes    | Звіт |
| 2  | Гран-прі Малайзії         | Льюїс Гамільтон   | Ніко Росберг      | Себастьян Феттель | Ferrari     | Звіт |
| 3  | Гран-прі Китаю            | Льюїс Гамільтон   | Льюїс Гамільтон   | Льюїс Гамільтон   | Mercedes    | Звіт |
| 4  | Гран-прі Бахрейну         | Льюїс Гамільтон   | Кімі Ряйкконен    | Льюїс Гамільтон   | Mercedes    | Звіт |
| 5  | Гран-прі Іспанії          | Ніко Росберг      | Льюїс Гамільтон   | Ніко Росберг      | Mercedes    | Звіт |
| 6  | Гран-прі Монако           | Льюїс Гамільтон   | Данієль Ріккардо  | Ніко Росберг      | Mercedes    | Звіт |
| 7  | Гран-прі Канади           | Льюїс Гамільтон   | Кімі Ряйкконен    | Льюїс Гамільтон   | Mercedes    | Звіт |
| 8  | Гран-прі Австрії          | Льюїс Гамільтон   | Ніко Росберг      | Ніко Росберг      | Mercedes    | Звіт |
| 9  | Гран-прі Великої Британії | Льюїс Гамільтон   | Льюїс Гамільтон   | Льюїс Гамільтон   | Mercedes    | Звіт |
| 10 | Гран-прі Угорщини         | Льюїс Гамільтон   | Данієль Ріккардо  | Себастьян Феттель | Ferrari     | Звіт |
| 11 | Гран-прі Бельгії          | Льюїс Гамільтон   | Ніко Росберг      | Льюїс Гамільтон   | Mercedes    | Звіт |
| 12 | Гран-прі Італії           | Льюїс Гамільтон   | Льюїс Гамільтон   | Льюїс Гамільтон   | Mercedes    | Звіт |
| 13 | Гран-прі Сінгапуру        | Себастьян Феттель | Данієль Ріккардо  | Себастьян Феттель | Ferrari     | Звіт |
| 14 | Гран-прі Японії           | Ніко Росберг      | Льюїс Гамільтон   | Льюїс Гамільтон   | Mercedes    | Звіт |
| 15 | Гран-прі Росії            | Ніко Росберг      | Себастьян Феттель | Льюїс Гамільтон   | Mercedes    | Звіт |
| 16 | Гран-прі США              | Ніко Росберг      | Ніко Росберг      | Льюїс Гамільтон   | Mercedes    | Звіт |
| 17 | Гран-прі Мексики          | Ніко Росберг      | Ніко Росберг      | Ніко Росберг      | Mercedes    | Звіт |
| 18 | Гран-прі Бразилії         | Ніко Росберг      | Льюїс Гамільтон   | Ніко Росберг      | Mercedes    | Звіт |
| 19 | Гран-прі Абу-Дабі         | Ніко Росберг      | Льюїс Гамільтон   | Ніко Росберг      | Mercedes    | Звіт |

### Пілоти
Очки отримують лише пілоти, які фінішували у першій десятці.
| Позиція | 1-а | 2-а | 3-я | 4-а | 5-а | 6-а | 7-а | 8-а | 9-а | 10-а |
| Очки    | 25  | 18  | 15  | 12  | 10  | 8   | 6   | 4   | 2   | 1    |

| Поз. | Пілот             | АВС  | МАЛ  | КИТ  | БАХ  | ІСП  | МОН  | КАН  | АВТ  | ВЕЛ  | УГО  | БЕЛ  | ІТА  | СІН  | ЯПО | РОС  | США  | МЕК  | БРА  | АБУ  | Очки |
| ---- | ----------------- | ---- | ---- | ---- | ---- | ---- | ---- | ---- | ---- | ---- | ---- | ---- | ---- | ---- | --- | ---- | ---- | ---- | ---- | ---- | ---- |
| 1    | Льюїс Гамільтон   | 1    | 2    | 1    | 1    | 2    | 3    | 1    | 2    | 1    | 6    | 1    | 1    | Схід | 1   | 1    | 1    | 2    | 2    | 2    | 381  |
| 2    | Ніко Росберг      | 2    | 3    | 2    | 3    | 1    | 1    | 2    | 1    | 2    | 8    | 2    | 17°  | 4    | 2   | Схід | 2    | 1    | 1    | 1    | 322  |
| 3    | Себастьян Феттель | 3    | 1    | 3    | 5    | 3    | 2    | 5    | 4    | 3    | 1    | 12°  | 2    | 1    | 3   | 2    | 3    | Схід | 3    | 4    | 278  |
| 4    | Кімі Ряйкконен    | Схід | 4    | 4    | 2    | 5    | 6    | 4    | Схід | 8    | Схід | 7    | 5    | 3    | 4   | 8    | Схід | Схід | 4    | 3    | 150  |
| 5    | Вальттері Боттас  | НС   | 5    | 6    | 4    | 4    | 14   | 3    | 5    | 5    | 13   | 9    | 4    | 5    | 5   | 12°  | Схід | 3    | 5    | 13   | 136  |
| 6    | Феліпе Масса      | 4    | 6    | 5    | 10   | 6    | 15   | 6    | 3    | 4    | 12   | 6    | 3    | Схід | 17  | 4    | Схід | 6    | ДСК  | 8    | 121  |
| 7    | Даніїл Квят       | НС   | 9    | Схід | 9    | 10   | 4    | 9    | 12   | 6    | 2    | 4    | 10   | 6    | 13  | 5    | Схід | 4    | 7    | 10   | 95   |
| 8    | Данієль Ріккардо  | 6    | 10   | 9    | 6    | 7    | 5    | 13   | 10   | Схід | 3    | Схід | 8    | 2    | 15  | 15°  | 10   | 5    | 11   | 6    | 92   |
| 9    | Серхіо Перес      | 10   | 13   | 11   | 8    | 13   | 7    | 11   | 9    | 9    | Схід | 5    | 6    | 7    | 12  | 3    | 5    | 8    | 12   | 5    | 78   |
| 10   | Ніко Гюлькенберг  | 7    | 14   | Схід | 13   | 15   | 11   | 8    | 6    | 7    | Схід | НС   | 7    | Схід | 6   | Схід | Схід | 7    | 6    | 7    | 58   |
| 11   | Ромен Грожан      | Схід | 11   | 7    | 7    | 8    | 12   | 10   | Схід | Схід | 7    | 3    | Схід | 13°  | 7   | Схід | Схід | 10   | 8    | 9    | 51   |
| 12   | Макс Ферстаппен   | Схід | 7    | 17°  | Схід | 11   | Схід | 15   | 8    | Схід | 4    | 8    | 12   | 8    | 9   | 10   | 4    | 9    | 9    | 16   | 49   |
| 13   | Феліпе Наср       | 5    | 12   | 8    | 12   | 12   | 9    | 16   | 11   | НС   | 11   | 11   | 13   | 10   | 20° | 6    | 9    | Схід | 13   | 15   | 27   |
| 14   | Пастор Мальдонадо | Схід | Схід | Схід | 15   | Схід | Схід | 7    | 7    | Схід | 14   | Схід | Схід | 12   | 8   | 7    | 8    | 11   | 10   | Схід | 27   |
| 15   | Карлос Сайнс      | 9    | 8    | 13   | Схід | 9    | 10   | 12   | Схід | Схід | Схід | Схід | 11   | 9    | 10  | Схід | 7    | 13   | Схід | 11   | 18   |
| 16   | Дженсон Баттон    | 11   | Схід | 14   | НС   | 16   | 8    | Схід | Схід | Схід | 9    | 14   | 14   | Схід | 16  | 9    | 6    | 14   | 14   | 12   | 16   |
| 17   | Фернандо Алонсо   |      | Схід | 12   | 11   | Схід | Схід | Схід | Схід | 10   | 5    | 13   | 18°  | Схід | 11  | 11   | 11   | Схід | 15   | 17   | 11   |
| 18   | Маркус Ерікссон   | 8    | Схід | 10   | 14   | 14   | 13   | 14   | 13   | 11   | 10   | 10   | 9    | 11   | 14  | Схід | Схід | 12   | 16   | 14   | 9    |
| 19   | Роберто Мері      | НТР  | 15   | 16   | 17   | 18   | 16   | Схід | 14   | 12   | 15   | 15   | 16   |      |     | 13   |      |      |      | 19   | 0    |
| 20   | Александер Россі  |      |      |      |      |      |      |      |      |      |      |      |      | 14   | 18  |      | 12   | 15   | 18   |      | 0    |
| 21   | Уїлл Стівенс      | НТР  | НС   | 15   | 16   | 17   | 17   | 17   | Схід | 13   | 16°  | 16   | 15   | 15   | 19  | 14   | Схід | 16   | 17   | 18   | 0    |
| —    | Кевін Магнуссен   | НС   |      |      |      |      |      |      |      |      |      |      |      |      |     |      |      |      |      |      | 0    |
| Поз. | Пілот             | АВС  | МАЛ  | КИТ  | БАХ  | ІСП  | МОН  | КАН  | АВТ  | ВЕЛ  | УГО  | БЕЛ  | ІТА  | СІН  | ЯПО | РОС  | США  | МЕК  | БРА  | АБУ  | Очки |

| Приклад      | Опис                                                              |
| ------------ | ----------------------------------------------------------------- |
| 1            | Переможець                                                        |
| 2            | Друге місце                                                       |
| 3            | Третє місце                                                       |
| 5            | Фінішував у очковій зоні                                          |
| 12           | Фінішував поза очковою зоною                                      |
| НКЛ          | Фінішував, але не класифікований                                  |
| Схід         | Не фінішував і не класифікований                                  |
| НКВ          | Не кваліфікований                                                 |
| НПКВ         | Не передкваліфікований                                            |
| ДСК          | Дискваліфікований                                                 |
| ТТР          | Брав участь тільки в тренуваннях                                  |
| тест         | Тестер по п'ятницях (з 2003 року)                                 |
| НС           | Брав участь у Гран-прі як бойовий пілот, але не стартував у гонці |
| Т            | Травмований чи хворий                                             |
| Викл         | Виключений із протоколу                                           |
| Від          | Відмова від участі                                                |
| НТР          | Не брав участі в тренуваннях                                      |
| НПР          | Не прибув на Гран-прі                                             |
| С            | Гонка скасована                                                   |
|              | Не брав участі                                                    |
| Жирний шрифт | Поул-позиція                                                      |
| Курсив       | Швидке коло                                                       |

Примітки:
- ° — Пілоти, що не фінішували на гран-прі, але були класифіковані, оскільки подолали понад 90% дистанції.

### Конструктори
| Поз. | Конструктор          | №  | АВС  | МАЛ  | КИТ  | БАХ  | ІСП  | МОН  | КАН  | АВТ  | ВЕЛ  | УГО  | БЕЛ  | ІТА  | СІН  | ЯПО | РОС  | США  | МЕК  | БРА  | АБУ  | Очки |
| ---- | -------------------- | -- | ---- | ---- | ---- | ---- | ---- | ---- | ---- | ---- | ---- | ---- | ---- | ---- | ---- | --- | ---- | ---- | ---- | ---- | ---- | ---- |
| 1    | Mercedes             | 6  | 2    | 3    | 2    | 3    | 1    | 1    | 2    | 1    | 2    | 8    | 2    | 17°  | 4    | 2   | Схід | 2    | 1    | 1    | 1    | 703  |
| 1    | Mercedes             | 44 | 1    | 2    | 1    | 1    | 2    | 3    | 1    | 2    | 1    | 6    | 1    | 1    | Схід | 1   | 1    | 1    | 2    | 2    | 2    | 703  |
| 2    | Ferrari              | 5  | 3    | 1    | 3    | 5    | 3    | 2    | 5    | 4    | 3    | 1    | 12°  | 2    | 1    | 3   | 2    | 3    | Схід | 3    | 4    | 428  |
| 2    | Ferrari              | 7  | Схід | 4    | 4    | 2    | 5    | 6    | 4    | Схід | 8    | Схід | 7    | 5    | 3    | 4   | 8    | Схід | Схід | 4    | 3    | 428  |
| 3    | Williams-Mercedes    | 19 | 4    | 6    | 5    | 10   | 6    | 15   | 6    | 3    | 4    | 12   | 6    | 3    | Схід | 17  | 4    | Схід | 6    | ДСК  | 8    | 257  |
| 3    | Williams-Mercedes    | 77 | НС   | 5    | 6    | 4    | 4    | 14   | 3    | 5    | 5    | 13   | 9    | 4    | 5    | 5   | 12°  | Схід | 3    | 5    | 13   | 257  |
| 4    | Red Bull-Renault     | 3  | 6    | 10   | 9    | 6    | 7    | 5    | 13   | 10   | Схід | 3    | Схід | 8    | 2    | 15  | 15°  | 10   | 5    | 11   | 6    | 187  |
| 4    | Red Bull-Renault     | 26 | НС   | 9    | Схід | 9    | 10   | 4    | 9    | 12   | 6    | 2    | 4    | 10   | 6    | 13  | 5    | Схід | 4    | 7    | 10   | 187  |
| 5    | Force India-Mercedes | 11 | 10   | 13   | 11   | 8    | 13   | 7    | 11   | 9    | 9    | Схід | 5    | 6    | 7    | 12  | 3    | 5    | 8    | 12   | 5    | 136  |
| 5    | Force India-Mercedes | 27 | 7    | 14   | Схід | 13   | 15   | 11   | 8    | 6    | 7    | Схід | НС   | 7    | Схід | 6   | Схід | Схід | 7    | 6    | 7    | 136  |
| 6    | Lotus-Mercedes       | 8  | Схід | 11   | 7    | 7    | 8    | 12   | 10   | Схід | Схід | 7    | 3    | Схід | 13°  | 7   | Схід | Схід | 10   | 8    | 9    | 78   |
| 6    | Lotus-Mercedes       | 13 | Схід | Схід | Схід | 15   | Схід | Схід | 7    | 7    | Схід | 14   | Схід | Схід | 12   | 8   | 7    | 8    | 11   | 10   | Схід | 78   |
| 7    | Toro Rosso-Renault   | 33 | Схід | 7    | 17°  | Схід | 11   | Схід | 15   | 8    | Схід | 4    | 8    | 12   | 8    | 9   | 10   | 4    | 9    | 9    | 16   | 67   |
| 7    | Toro Rosso-Renault   | 55 | 9    | 8    | 13   | Схід | 9    | 10   | 12   | Схід | Схід | Схід | Схід | 11   | 9    | 10  | Схід | 7    | 13   | Схід | 11   | 67   |
| 8    | Sauber-Ferrari       | 9  | 8    | Схід | 10   | 14   | 14   | 13   | 14   | 13   | 11   | 10   | 10   | 9    | 11   | 14  | Схід | Схід | 12   | 16   | 14   | 36   |
| 8    | Sauber-Ferrari       | 12 | 5    | 12   | 8    | 12   | 12   | 9    | 16   | 11   | НС   | 11   | 11   | 13   | 10   | 20° | 6    | 9    | Схід | 13   | 15   | 36   |
| 9    | McLaren-Honda        | 14 |      | Схід | 12   | 11   | Схід | Схід | Схід | Схід | 10   | 5    | 13   | 18°  | Схід | 11  | 11   | 11   | Схід | 15   | 17   | 27   |
| 9    | McLaren-Honda        | 20 | НС   |      |      |      |      |      |      |      |      |      |      |      |      |     |      |      |      |      |      | 27   |
| 9    | McLaren-Honda        | 22 | 11   | Схід | 14   | НС   | 16   | 8    | Схід | Схід | Схід | 9    | 14   | 14   | Схід | 16  | 9    | 6    | 14   | 14   | 12   | 27   |
| 10   | Marussia-Ferrari     | 28 | НТР  | НС   | 15   | 16   | 17   | 17   | 17   | Схід | 13   | 16°  | 16   | 15   | 15   | 19  | 14   | Схід | 16   | 17   | 18   | 0    |
| 10   | Marussia-Ferrari     | 53 |      |      |      |      |      |      |      |      |      |      |      |      | 14   | 18  |      | 12   | 15   | 18   |      | 0    |
| 10   | Marussia-Ferrari     | 98 | НТР  | 15   | 16   | 17   | 18   | 16   | Схід | 14   | 12   | 15   | 15   | 16   |      |     | 13   |      |      |      | 19   | 0    |
| Поз. | Конструктор          | №  | АВС  | МАЛ  | КИТ  | БАХ  | ІСП  | МОН  | КАН  | АВТ  | ВЕЛ  | УГО  | БЕЛ  | ІТА  | СІН  | ЯПО | РОС  | США  | МЕК  | БРА  | АБУ  | Очки |

| Приклад      | Опис                                                              |
| ------------ | ----------------------------------------------------------------- |
| 1            | Переможець                                                        |
| 2            | Друге місце                                                       |
| 3            | Третє місце                                                       |
| 5            | Фінішував у очковій зоні                                          |
| 12           | Фінішував поза очковою зоною                                      |
| НКЛ          | Фінішував, але не класифікований                                  |
| Схід         | Не фінішував і не класифікований                                  |
| НКВ          | Не кваліфікований                                                 |
| НПКВ         | Не передкваліфікований                                            |
| ДСК          | Дискваліфікований                                                 |
| ТТР          | Брав участь тільки в тренуваннях                                  |
| тест         | Тестер по п'ятницях (з 2003 року)                                 |
| НС           | Брав участь у Гран-прі як бойовий пілот, але не стартував у гонці |
| Т            | Травмований чи хворий                                             |
| Викл         | Виключений із протоколу                                           |
| Від          | Відмова від участі                                                |
| НТР          | Не брав участі в тренуваннях                                      |
| НПР          | Не прибув на Гран-прі                                             |
| С            | Гонка скасована                                                   |
|              | Не брав участі                                                    |
| Жирний шрифт | Поул-позиція                                                      |
| Курсив       | Швидке коло                                                       |

Примітки:
- ° — Пілоти, що не фінішували на гран-прі, але були класифіковані, оскільки подолали понад 90% дистанції.

## Зовнішні посилання
- Офіційний сайт[недоступне посилання з травня 2019]
- Міжнародна автомобільна федерація [Архівовано 11 січня 2006 у Wayback Machine.]